# 専用線
専用線（せんようせん）は、主に電気通信事業者が提供する特定顧客専用の有線・無線通信回線である。

## 解説
専用回線は二地点間のものだけではなく、星型・分岐型の構成も可能である。専用の通信線路や電波周波数帯域を用いるとは限らず、他の回線と多重化されているものの方が多い。
狭義の専用線は、電気通信事業者が提供する特定顧客専用の通信回線を指すが、特に利用者自身で設置するものを私設線と呼ぶ。対して、加入者間で相手先を任意に変更できるもの（固定電話やISDN網など）を公衆網と呼ぶ。
特徴として次のような点がある。
- 公衆網の輻輳に影響されない。
- 公衆網と比較して、情報漏洩・盗聴・改竄の可能性が低い。
- 定額料金であるので、通信頻度が多く・占有時間が長い場合、公衆網より安価である。
- 二地点間を直接結ぶものの場合、接続動作が不要である。
- 回線設備の敷設・保守を電気通信事業者が行うので、顧客の技術的負担が私設線より小さい。

## 主な目的と用途
専用線が使われる理由は大別して2つある。
1. 公衆網の途絶時も確保しなければならない通信や、改竄・盗聴を防止しなければならない通信のセキュリティを確保するため。
- 警察電話・消防電話・鉄道電話・電力保安通信線・水運用電話などの重要通信。特に重要度が高く、災害時などでも信頼性が求められる官公庁や鉄道事業者、電力会社などは、外部の電気通信事業者が提供する回線のほかに独自で回線網を構築していることが多い。
- 銀行など金融機関のオンラインシステムと現金自動預け払い機 (ATM) などの通信接続。
- 放送局のスタジオから送信所へコンテンツの伝送
- 各放送局間のネットワーク。民間放送のニュース系列におけるコンテンツの伝送。NTT中継回線（テレビ）・放送線（ラジオ）

2. 回線の使用頻度が高く、公衆網よりも料金を安くするため。
- 工場、支社、営業所など全社的なコンピュータネットワークの構築。日本電気のC&C VAN、富士通のFENICSなど全国的に展開する企業。
- 企業からインターネット・サービス・プロバイダへの接続。特に通信帯域や遅延時間の保証が求められる場合
- 利用頻度の高い区間の内線電話

支店代行電話は区域外のNTT局舎から専用線を引いて構築していた。ダイヤルアップ接続が主流の時代に専用線接続でインターネットに接続する個人ユーザーもいた。

## 料金
料金は定額（固定）であるが、通信速度（伝送容量）と距離によって変化する。
回線の品質・通信の高機密・稼働率99.999%以上の無停止・故障時30分以内の修理完了を保証しているため料金が高額で、コンピュータネットワークの構築に利用されるデジタル回線の場合、回線容量の少ない（64Kbps）近距離でも月額3万円程度の料金がかかり、個人レベルではADSLやFTTH接続の方がコスト面で効率が良いため導入されるケースはほとんどない。
東京 - 大阪間を6Mbpsの専用回線で結ぶ場合は月額400万円程度、テレビコンテンツの伝送などMbps - Gbpsは月額数千万から億円である。

## 主なサービス
- デジタル
  - イーサネット 10Mbps・100Mbps・1Gbps・10Gbps
  - Synchronous Digital Hierarchy 64kbps・128kbps・1500kbps（1.5Mbps）・6000kbps（6Mbps）・50Mbps・150Mbps
  - Asynchronous Transfer Mode（ATM） 1Mbps - 600Mbps

他
| 品目     | 利用用途 | 速度・帯域・用途   | 端末区間 | 通信方式等       | 備考                                                                       |
| -------- | -------- | ------------------ | -------- | ---------------- | -------------------------------------------------------------------------- |
| 帯域品目 | 自由利用 | 3.4kHz             | 2線/4線  | 適宜             | 音声帯域 300Hz - 3.4kHz                                                    |
| 帯域品目 | 自由利用 | 3.4kHz（S）        | 4線      | 適宜             | 音声帯域 300Hz - 3.4kHz 伝送特性を改善                                     |
| 帯域品目 | 自由利用 | 48kHz              | 4線      | 適宜             | 音声帯域 60.15kHz - 103.83kHzもしくは104.33kHz - 107.7kHz 2013年7月1日廃止 |
| 帯域品目 | 目的利用 | 音声伝送           | 2線/4線  | 電話             | 音声帯域 300Hz - 3.4kHz                                                    |
| 帯域品目 | 目的利用 | 音楽放送           | 4線      | 全二重通信       | 音声帯域 300Hz - 3.4kHz 2012年4月1日廃止                                   |
| 帯域品目 | 目的利用 | AM放送             | 4線      | 全二重通信       | 音声中継帯域 50Hz - 10kHz 2015年7月1日廃止                                 |
| 帯域品目 | 目的利用 | FM放送             | 4線      | 全二重通信       | 音声中継帯域 40Hz - 15kHz 2010年4月1日廃止                                 |
| 符号品目 | 50bps    | アースリターン     | 2線      | 全二重通信       |                                                                            |
| 符号品目 | 50bps    | メタリックリターン | 2線      | 単向・半二重通信 |                                                                            |
| 符号品目 | 50bps    | メタリックリターン | 4線      | 全二重通信       |                                                                            |
| 符号品目 | 100bps   | 100bps             | 4線      | 全二重通信       | 2009年4月1日廃止                                                           |
| 符号品目 | 200bps   | 200bps             | 4線      | 全二重通信       | 2015年7月1日廃止                                                           |
| 符号品目 | 1200bps  | 1200bps            | 4線      | 全二重通信       | 2010年4月1日廃止                                                           |
| 符号品目 | 2400bps  | 2400bps            | 4線      | 全二重通信       | 2015年7月1日廃止                                                           |
| 符号品目 | 4800bps  |                    | 4線      | 全二重通信       | 2015年7月1日廃止                                                           |
| 符号品目 | 9600bps  |                    | 4線      | 全二重通信       | 2015年7月1日廃止                                                           |
| 符号品目 | 48kbps   |                    | 4線      | 全二重通信       | 2015年7月1日廃止                                                           |

## 提供企業

### 全国的に提供
- NTTグループ
  - NTT東日本
  - NTT西日本
  - NTTコミュニケーションズ
- KDDI
- ソフトバンクテレコム
- アルテリア・ネットワークス（旧丸紅アクセスソリューションズ、旧グローバルアクセス）

### 地域限定提供
- TOKAI
- ソフトイーサ
- 電力系通信事業者

## 歴史
- 1906年7月20日、日本初の専用線電話サービスが日本銀行と横浜正金銀行本店間で開始された。
- 1960年代からアナログ専用線とモデムによるデータ通信が行われるようになった。
- 1980年代に高速デジタル専用線サービスが開始され、アナログ専用線を徐々に置き換えていくようになった。
- 1990年代にATM専用線サービスが開始された。
- 2000年代に入り、通信事業者の専用イーサネット網を利用した広域イーサネット、インターネットを利用して仮想的に専用線を構築するVirtual Private Network（VPN）など、より安価な仮想専用線サービスが利用されるようになっている。暗号化・カプセル化などのセキュリティ向上、通信速度の高速化による遅延（ディレイ）の減少により、適用できる範囲が拡大したためである（例 : 住民基本台帳ネットワーク・銀行のオンラインシステムなど）。
- 2010年代に入り、一般専用線の機器の保守対応が困難となったため、品目の大幅な整理が行なわれている。また、イーサネット以外の回線インターフェースの新規加入の停止も行なわれるようになっている[3]。

## 回線借用
回線借用（Down for maintenance）とは、通信事業者の都合（線路移転、設備保守など）により専用線回線を一時停止（多くの場合瞬断も含む）することである。通信事業者は借用が発生する場合には事前にユーザに申し入れ、日程の調整が行われる。